# 滑り台 (避難器具)

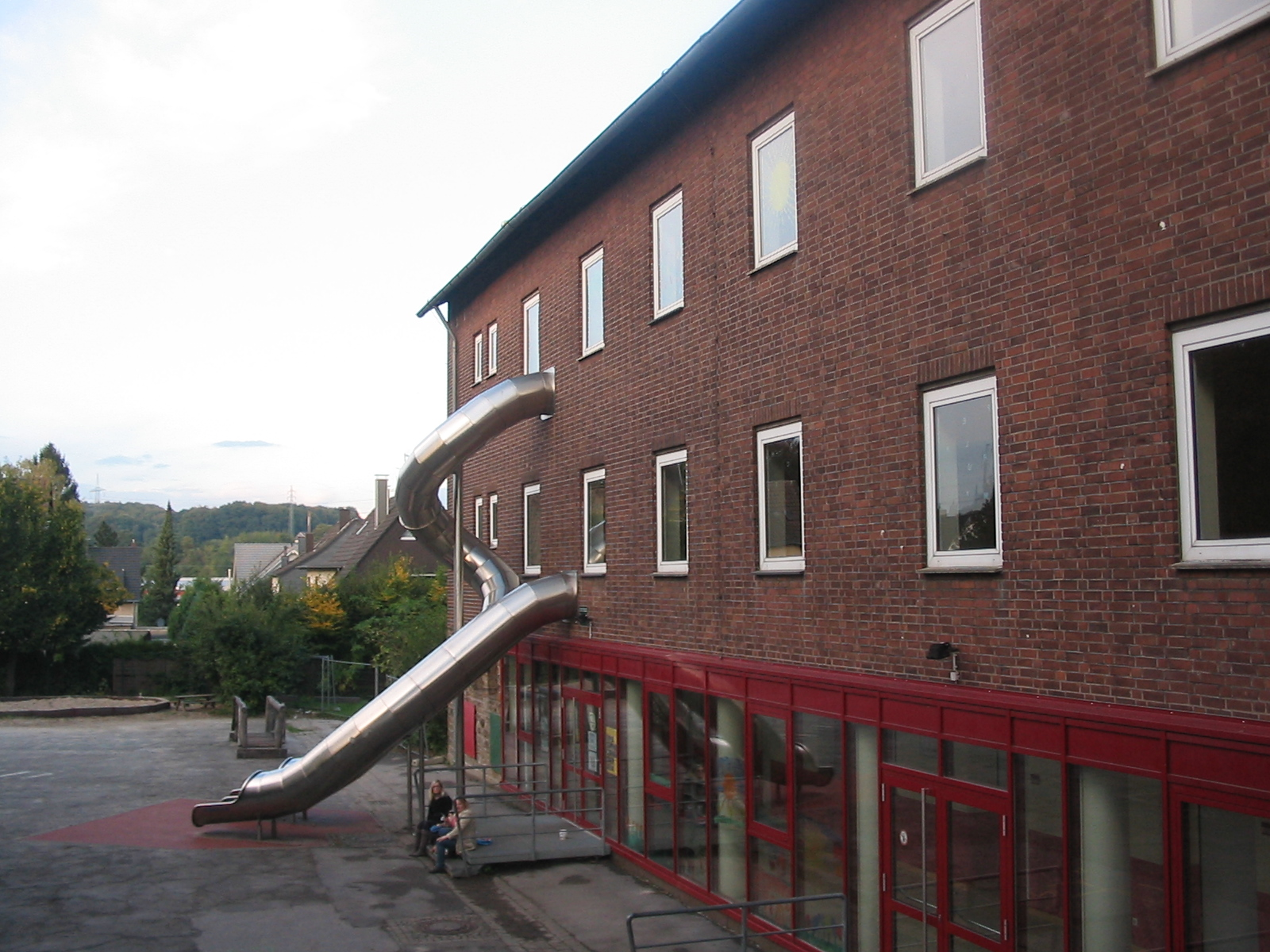
学校に設置された滑り台

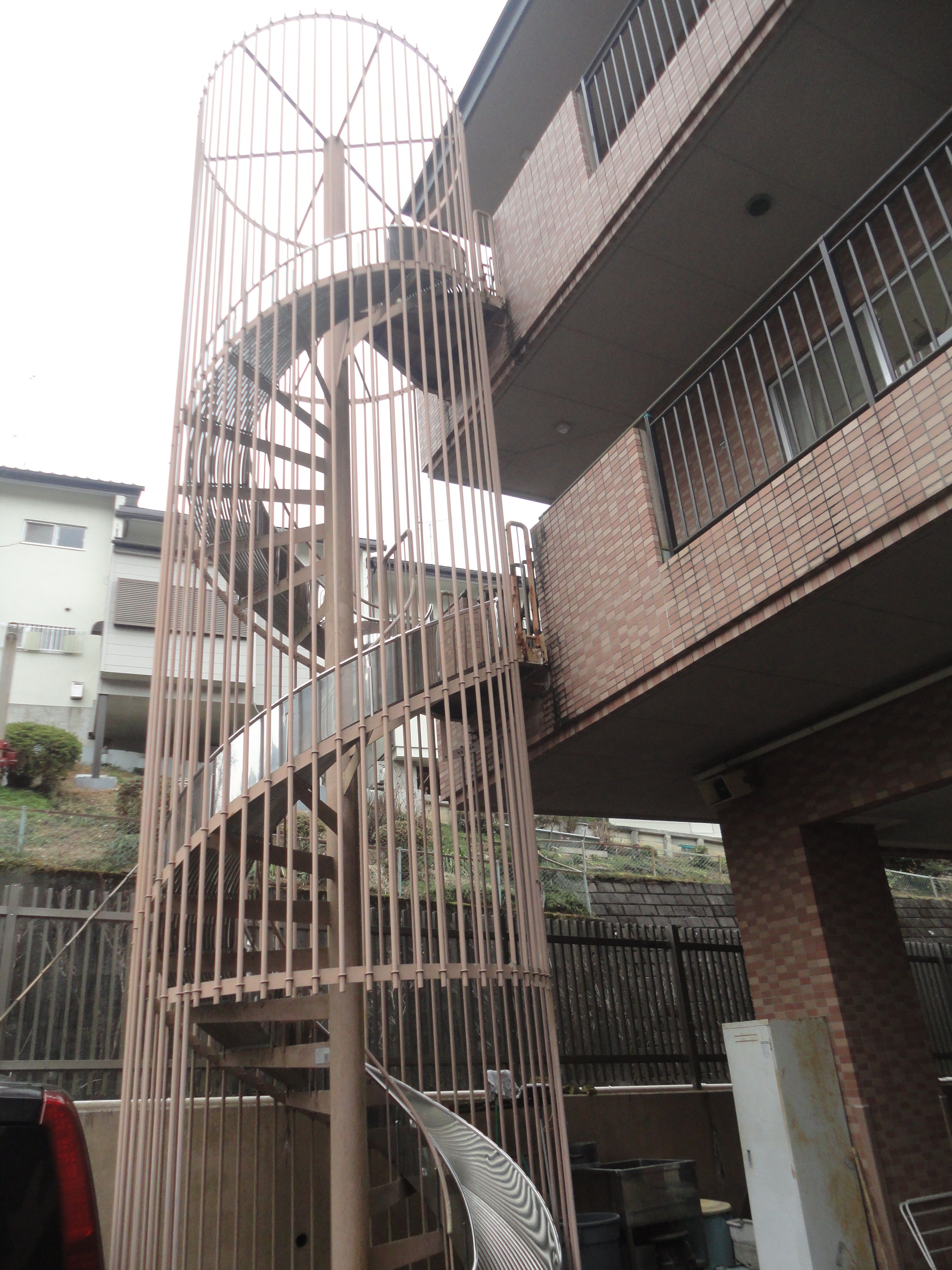
老人ホームにある避難用の螺旋形の滑り台

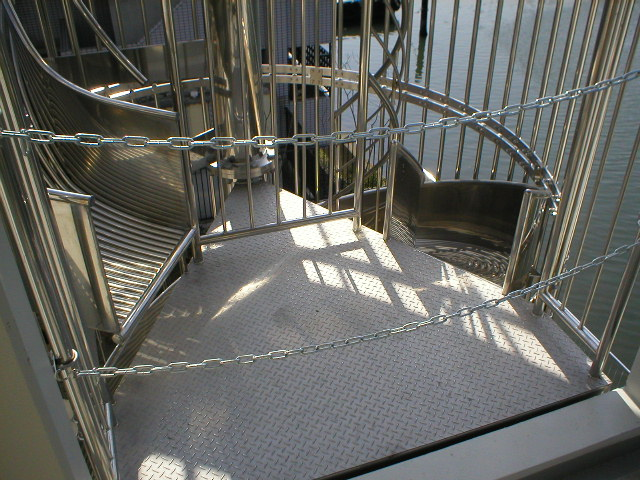
避難用滑り台に対しての防犯対策の例（チェーンによる上昇・徘徊防止の措置）

滑り台（すべりだい）とは、防火対象物の窓やバルコニーなどと地上との間を鋼板製などの台で連絡し、滑り降りることによって地上に避難することのできる構造物のことである。短時間で多くの人間が避難することが可能で、さらに避難の確実性が高いため、病院や幼稚園などでよく使われている。

## 概要
滑り台には直線状のもの、らせん状のもの、曲線状のものがある。
建築物に固定されて安全性が高いため、2階から10階までの各階の上下間の利用が可能である。ただし、最上階から地上まで一気に滑り降りるものではなく、避難者同士の衝突事故を防ぐために、途中階から避難する人にも配慮して避難誘導に応じ、順番に降りていくものである。

## 設置について
- 滑り台はボルト締め、埋め込み、溶接などの方法で堅固に取付ける。
- 底板、側板、手すりなどで構成される。
- 底板の勾配は25～35度とし、下端は減速面とする。
- 底板の有効幅は40cm以上、側板の高さは40cm以上、手すりの高さは60cm以上とする。
- 降下空間は滑り台の幅の外方向に20cm以上、滑り面から上方に1m以上とし、避難空地は滑り台の中心から外方向にそれぞれ50cm以上、減速面端部から1.5m以上とする。
- 着地に関しては、急速な滑降の衝撃による下半身（臀部・足など）の負傷を防ぐために、砂地を設けたりするケースもある。
- 滑り台付近には、逆に登って侵入することや、日常に誤って滑り落ちてしまうことを防ぐために防犯用のチェーンや赤外線センサーなどが設けられている場合もある。